# Nobiltà italiana
La nobiltà dell'Italia (detta per sineddoche anche aristocrazia italiana) è la classe sociale aristocratica che si formò nei vari Stati preunitari italiani e che, successivamente, divenne la nobiltà del Regno d'Italia, dal 1861 (proclamazione del Regno d'Italia) al 1946 (nascita della Repubblica Italiana).
Nell'ordinamento repubblicano da allora vigente, le cariche nobiliari non hanno alcuna rilevanza giuridica o istituzionale.

## Storia

### La nobiltà nel Regno d'Italia tra legislazione e decadenza

Lo stemma della monarchia italiana.

Nell'Italia da poco unificata, tra il 1861 e il 1869, si compì un ciclo normativo sulla nobiltà apertosi alla fine del Settecento e già gran parte realizzato in tutta la penisola negli anni napoleonici. Lo Statuto Albertino, la legge fondamentale del Regno d'Italia, fece delle titolature nobiliari una materia costituzionale, assegnando al re d'Italia il potere di conferirne di nuove. Lo Statuto sabaudo era contraddittorio poiché queste distinzioni sociali di rango venivano poi negate dall'articolo 24, secondo il quale tutti i "regnicoli" (ossia gli abitanti del Regno), quali che fossero i loro titoli o gradi, erano uguali davanti alla legge. Tutti godevano di eguali diritti civili e politici a priori. Il rilievo pubblicistico dei titoli nobiliari all'inizio della vita dell'Italia post-unitaria fu quasi inesistente. L'articolo 80 dello Statuto impose una revisione nel campo degli ordini cavallereschi: vennero aboliti tutti gli ordini nobiliari degli ex Stati preunitari, confermando solo quelli sanciti da Casa Savoia (ad esempio, l'Ordine civile di Savoia, l'Ordine militare di Savoia, l'Ordine supremo dell'Annunziata, l'Ordine della Corona d'Italia). Significava quindi non riconoscere meriti e titoli conferiti da sovrani destituiti dalla nuova casa regnante dell'Italia unita (ad esempio, venne abolito l'Ordine Costantiniano di San Giorgio, presente nel Sud borbonico ma anche nell'ex Ducato di Parma). Questo riordinamento non poté altro che diminuire di numero i nobili di sangue in tutto il paese, poiché tra l'altro gli ordini cavallereschi sabaudi erano personali e non ereditari. Non fu più neanche un prerequisito per partecipare alla vita di corte essere nobile o di discendenza nobile. In Italia i titoli nobiliari dall'Unità in poi non ebbero più rilievo nel campo del diritto pubblico né in quello privato. L'adozione del nuovo Codice civile nel 1865 abolì le norme successorie d'Antico Regime e ripristinò quelle francesi.
Lo storico italiano Alberto Mario Banti ha parlato di "ceto-non ceto": si dava riconoscimento giuridico ai titoli nobiliari, ma questi titoli erano svuotati di privilegi di qualunque natura, riempiti occasionalmente di tronfie strategie sociali, dalla soddisfazione di esibire i propri titoli nei salotti mondani e i propri stemmi araldici delle proprie residenze. Nella prima Legislatura del Regno d'Italia la percentuale di nobili in Parlamento era del 29,4%; nel 1876 si abbassò a 22,7%; nel 1896 la percentuale risalì al 25,3%. Solo nel periodo della Destra storica, in questo raggruppamento politico i nobili erano quasi la metà di tale classe dirigente (43%), che crollò comunque vistosamente, arrivando nel 1903 ad essere solo il 16%, tornando sul 20,3% nel 1913. Il peso nobiliare nel Regio Esercito era ancora più ridotto: gli ufficiali aristocratici erano solo l'8,3% nel 1872, il 3,1% nel 1887; i generali aristocratici erano il 39,7% nel 1863, ridottisi poi al 33,6% nel 1887. Solo nel corpo diplomatico la presenza nobile fu apprezzabile: nel periodo 1861-1915 i diplomatici nobili furono il 43,2%, con una punta del 65% tra quelli operanti all'estero.
Dal punto di vista patrimoniale le rendite e i possedimenti nobiliari in Italia dopo l'Unità subirono drastici ridimensionamenti in tutte le città e province, probabilmente questo fenomeno di deprezzamento e di svendita fu dovuto anche all'ascesa della borghesia come classe sociale dominante e all'entrata della nazione nell'epoca capitalistica industriale. Ad una svalutazione giuridico-istituzionale dei titoli nobiliari, corrispose un peso politico-economico quantitativamente ridotto e progressivamente decrescente delle nobiltà italiane. Nonostante l'evidente declino del titolo, l'accesso a queste distinzioni esercitò una straordinaria attrazione sul mondo borghese. Quando, nel 1869, venne costituita la Consulta araldica per la verifica e la conferma dei titoli nobiliari negli Stati preunitari, le domande di riconoscimento si affollarono, e furono furibonde le lotte per la determinazione dei criteri da seguire per il conseguimento di queste operazioni. Dal canto loro i Savoia seguirono una politica di nobilitazione molto cauta: ma il fascino del titolo tra l'alta borghesia imprenditoriale e i grandi industriali era davvero forte. Non c'è guida commerciale di una grande città italiana che dall'unificazione alla fine del secolo non pretendesse di figurare tra le famiglie nobili locali. Anche lo storico britannico Eric Hobsbawm parlò della borghesia europea ottocentesca come affamata di "nobilitazioni", che rappresentavano uno status symbol irrinunciabile, ma del tutto onorifico in molti casi e come adesione borghese all'ordine dominante.
Soprattutto nell'Italia centro-settentrionale (a Milano, a Torino, o in Toscana) si creò spesso una frattura tra coloro che scelsero queste soluzioni e altri che trovarono delle iniziative imprenditoriali in campo agricolo o un intenso protagonismo di area liberale. Furono proprio questi nobili "adottivi" e imprenditori a dare la spinta politica alla nuova classe dirigente liberale, a differenza degli aristocratici di vero "sangue blu". A Napoli, ad esempio, persistette a lungo una nobiltà assenteista che era esclusivamente interessata alla vita di corte con strategie endogamiche; l'altra delle province meridionali diede vita al secolare notabilato del Mezzogiorno. 

#### L'assenza della nobiltà nei centri di potere
Nella Germania imperiale e nel Regno Unito le nobiltà ottocentesche si muovevano tra le contee e il Parlamento o tra i distretti provinciali e la corte, costituendo un'élite socialmente omogenea, concorde sui fondamenti costituzionali del potere. Nel caso italiano postunitario, invece, la nobiltà non fu in grado di proporsi come nucleo centrale, di rilievo nazionale, delle élite del nuovo Stato, né dal punto di vista istituzionale, né dal punto di vista materiale. D'altronde, diverse erano le tradizioni alle quali le varie nobiltà regionali si richiamavano; erano tanto varie da determinare sensibilità e fedeltà politiche contrapposte. Diverse poi erano le società civili regionali nelle quali si riconoscevano. Nonostante i sentimenti legittimisti anti-unitari manifesti nelle ex nobiltà dei Ducati di Parma e di Modena, in quelle filo-borboniche del Mezzogiorno o nell'aristocrazia nera di Roma e del Lazio fedele all'ex Papato, il politico e giornalista Leone Carpi nel 1878 scriveva che non ci fosse francamente alcun pericolo di revanscismo nobiliare legittimista e che "sarebbe follia il credere ch'essa osasse scongiurare in danno delle nuove istituzioni per far trionfare un passato che è spento per sempre". Il processo di unificazione nazionale piuttosto tardo non consentì una ricomposizione unitaria della nobiltà italiana che ne sancì il declino definitivo a livello socio-materiale e la emarginò progressivamente da ogni decisionismo e influenza politici.

### Le nobilitazioni durante lo Stato liberale e il fascismo
I re d'Italia crearono a posteriori titoli nobiliari per i sudditi più eminenti, questa volta validi per tutto il territorio italiano. Ad esempio, il generale Enrico Cialdini fu creato Duca di Gaeta per il suo ruolo durante l'unificazione. La pratica continuò fino al XX secolo, quando le nomine sarebbero state fatte dal presidente del Consiglio e approvate dalla Corona. Dopo la Prima guerra mondiale, la maggior parte degli italiani che furono nobilitati ricevettero i loro titoli attraverso il patrocinio del governo Mussolini. Esempi includono il generale Armando Diaz (Duca della Vittoria), l'ammiraglio Paolo Thaon di Revel (Duca del Mare), il commodoro Luigi Rizzo (Conte di Grado e di Premuda), Costanzo Ciano (Conte di Cortellazzo i Buccari), Dino Grandi (Conte di Mordano) e Cesare Maria De Vecchi (Conte di Val Cismon). Molti di questi erano titoli di vittoria per i servizi resi alla nazione nella Grande Guerra. Lo scrittore e aviatore Gabriele d'Annunzio fu creato Principe di Monte Nevoso nel 1924, e il fisico, inventore e premio Nobel Guglielmo Marconi fu anch'egli nobilitato nel 1924 come Marchese Marconi. Nel 1937, Ettore Tolomei fu nobilitato come Conte della Vetta. Quando il cardinale Eugenio Pacelli divenne Papa nel 1939, Mussolini fece conferire postumo il titolo di Principe al fratello del nuovo Pontefice Francesco Pacelli, che era già stato nominato Marchese dalla Santa Sede durante la sua vita.
Nel 1929, il Trattato Lateranense riconobbe tutti i titoli papali creati prima di quella data e si impegnò a dare un riconoscimento indiscusso ai titoli conferiti dalla Santa Sede ai cittadini italiani in futuro.
Dopo la riuscita invasione italiana dell'Abissinia, Mussolini raccomandò alcuni italiani al re d'Italia per titoli nobiliari. Ad esempio, il maresciallo Pietro Badoglio fu creato Marchese del Sabotino e in seguito Duca di Addis Abeba, mentre il generale Rodolfo Graziani divenne Marchese di Neghelli.
Nel maggio 1936 il re Vittorio Emanuele III fu nominato Imperatore d'Etiopia e mantenne questo titolo fino al settembre 1943, quando l'Italia si arrese agli Alleati durante la Seconda guerra mondiale. Nel novembre 1943 Vittorio Emanuele III di Savoia rinunciò formalmente al titolo di Imperatore d'Etiopia (e anche di Re d'Albania, ottenuto nel 1939).

#### Principali normative
Fonte principale del diritto nobiliare del Regno d'Italia era l'articolo 79 dello Statuto albertino: «…i titoli di nobiltà sono mantenuti per coloro che vi hanno diritto; il re può conferirne dei nuovi.» (nobiltà per lettere patenti). I provvedimenti nobiliari venivano suddivisi in due categorie: quelli reali (di grazia) e quelli ministeriali (di giustizia). I primi, ovviamente, discrezionali; i secondi dovuti (a norma della prima parte dell'art. 79 dello Statuto). Un titolo nobiliare era da considerare "esistente" indipendentemente dal "riconoscimento" amministrativo o giurisdizionale, che aveva solo una funzione di accertamento, peraltro necessario al legittimo uso ufficiale dello stesso. Una famiglia che non aveva chiesto riconoscimento, pur possedendo tutte le qualità della nobiltà, finché non otteneva un pubblico attestato, apparteneva di fatto alla nobiltà, ma non ufficialmente, e quindi non poteva usarne gli attributi di onore, mentre una famiglia che aveva ottenuto attestato di riconoscimento era nobile di fatto e di diritto, "nobile di qualità e di titolo".
Con regio decreto n. 313 del 10 ottobre 1869 venne istituita la Consulta araldica del Regno, organo consultivo del governo, competente per le questioni nobiliari e araldiche. Gli interessati, previo espletamento di una procedura di carattere amministrativo presso gli organi araldici dello Stato, potevano ottenere l'iscrizione nel Libro d'oro della nobiltà italiana e in altri registri araldici, come l'"Elenco ufficiale della nobiltà italiana".
Con i regi decreti n. 1489 del 16 agosto 1926 e n. 1091 del 16 giugno 1927 si volle unificare per tutto il Regno la successione nei titoli nobiliari, sopprimendo le antiche regole successorie ricavabili dalle legislazioni storiche. Principi informatori di quei provvedimenti furono essenzialmente: l'abrogazione delle leggi e consuetudini nobiliari già vigenti negli antichi Stati preunitari e ancora in vigore; l'esclusione delle femmine dalla successione nobiliare e dalla facoltà di trasmettere titoli per linea femminile; la parziale retroattività delle suddette disposizioni.
Il regio decreto n. 61 del 21 gennaio 1929 introdusse nell'ordinamento giuridico italiano l'"Ordinamento dello stato nobiliare italiano", modificato per l'ultima volta nel 1943.
Durante il Regno d'Italia la nobiltà non ebbe appunto particolari privilegi o prerogative o precedenze stabiliti dalla legge, bensì prettamente dettati dallo stato di fatto.

### Dal secondo dopoguerra a oggi

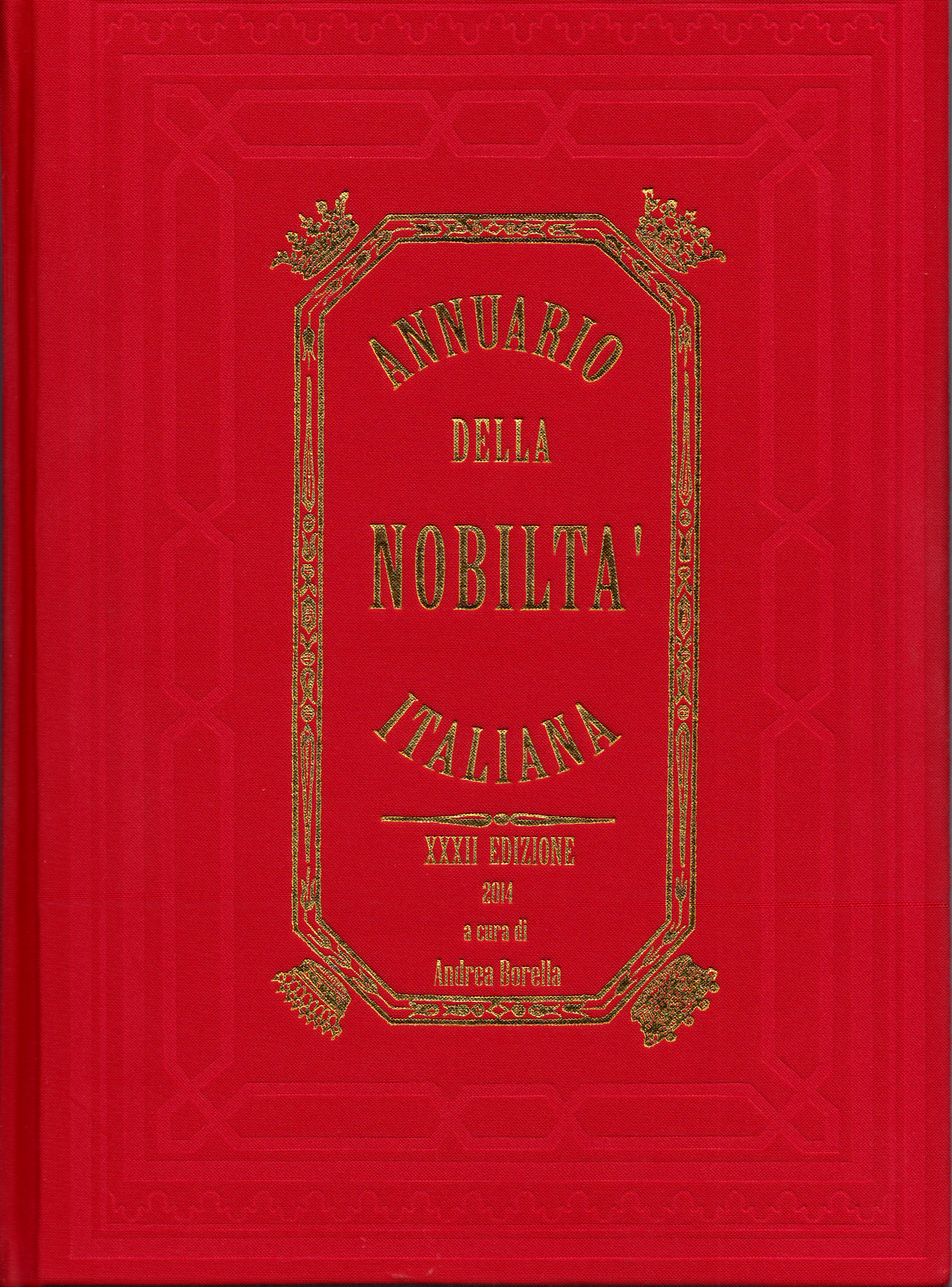
Nella XXXI edizione dell'Annuario della Nobiltà Italiana (2007-2010) sono stati pubblicati l'elenco completo delle famiglie la cui nobiltà è stata riconosciuta durante il Regno d'Italia, l'elenco completo delle famiglie la cui nobiltà è stata riconosciuta dal Corpo della Nobiltà Italiana e l'elenco completo delle famiglie che hanno ottenuto provvedimenti nobiliari da Umberto II di Savoia durante l'esilio. Nella successiva edizione figurano aggiornamenti e correzioni a schede di famiglie comprese nei predetti elenchi

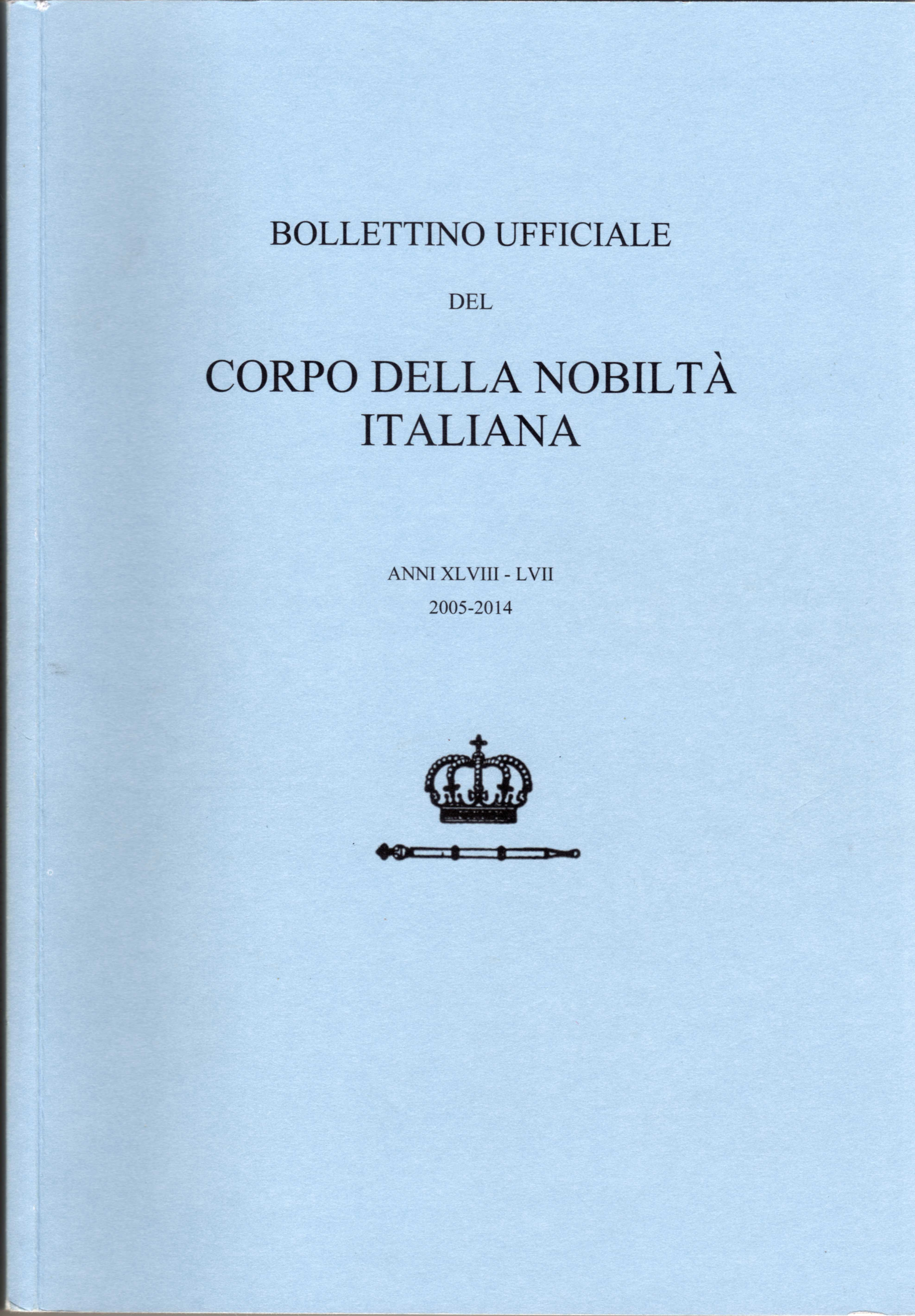
Il Bollettino Ufficiale del Corpo della Nobiltà Italiana dove sono pubblicati i provvedimenti di riconoscimento di titoli nobiliari rilasciati dall'associazione e i provvedimenti nobiliari concessi da Umberto II di Savoia durante l'esilio

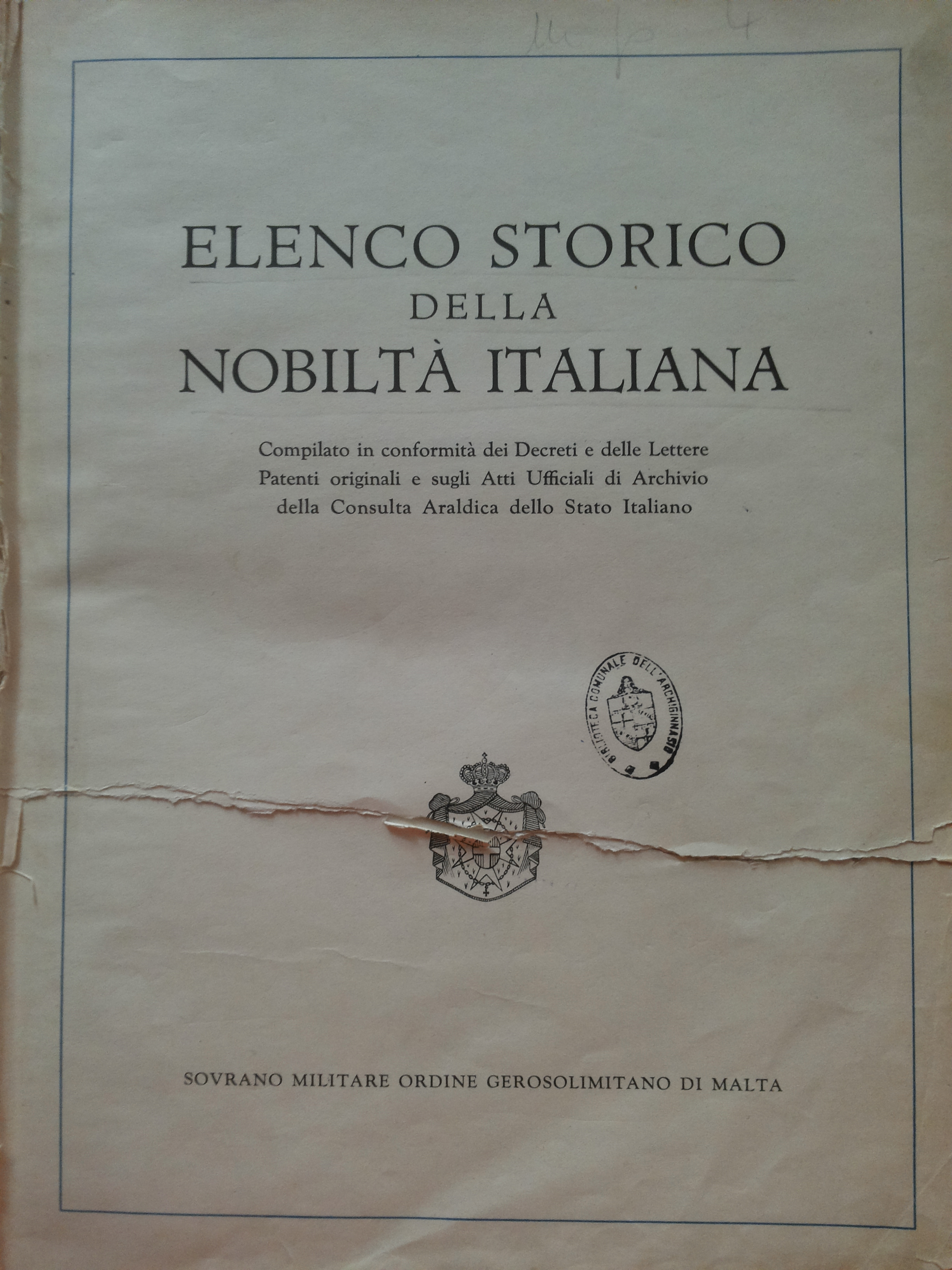
L'Elenco Storico della Nobiltà Italiana edito dal Sovrano Militare Ordine di Malta

Con la nascita della Repubblica il 18 giugno 1946, in seguito ai risultati del referendum istituzionale, i titoli nobiliari cessarono formalmente di avere qualsiasi valore legale, economico e sociale in Italia, anche per effetto dell'articolo 3 e della XIV disposizione transitoria e finale della Costituzione della Repubblica Italiana, entrata in vigore il 1° gennaio 1948; i titoli nobiliari quindi "non costituiscono contenuto di un diritto e, più ampiamente, non conservano alcuna rilevanza" giuridica. La XIV disposizione rimanda a una legge ordinaria la soppressione della Consulta araldica, poiché si tratta di una regolamentazione di argomento più ampio (ovvero le funzioni amministrative nella materia araldica), non solo quello dei titoli nobiliari oggetto della disposizione stessa. Dalla Costituzione furono infatti terminate solo le funzioni inerenti ai titoli nobiliari. Infine, il d.l. 112/2008 (conv. in l. 133/2008) ed il d.lgs. 66/2010 hanno espressamente abrogato, rispettivamente, il r.d. 651/1943 ed il r.d. 652/1943, che regolavano i titoli nobiliari e la Consulta araldica. Dal 2010 dunque non è più in vigore alcuna disposizione relativa a detta Consulta.
Sempre la XIV disposizione prevede che i predicati dei titoli nobiliari esistenti prima del 28 ottobre 1922 (ovvero precedenti la marcia su Roma) valgono come parte del nome, al quale vengono aggiunti con specifica sentenza di "cognomizzazione". Pertanto, se i predicati sono "parti del nome", il titolare può trasmetterli per legge dello Stato a tutti i suoi discendenti (legittimi e naturali) e anche al figlio adottivo come qualsiasi cognome, ed essi vengono regolarmente tutelati dai tribunali della Repubblica Italiana, applicandovi le norme di tutela del nome (non quelle di tutela dei titoli nobiliari, cessati appunto con la Costituzione repubblicana).
Pertanto la Repubblica Italiana, pur non riconoscendo i titoli nobiliari, riconosce invece lo status storico di quelle famiglie nobili i cui membri, seguendo una particolare procedura, nell'atto di nascita hanno aggiunto al proprio cognome il predicato nobiliare, ai sensi del secondo comma della XIV disposizione per la quale i predicati nobiliari esistenti prima del 28 ottobre 1922 vanno come parte del nome.
L'ex re Umberto II di Savoia non abdicò mai neanche in esilio e, in veste di ex sovrano e pretendente al trono, continuò a concedere titoli nobiliari dall'estero. Dopo il 1950 infatti Umberto riprese l'esercizio della Regia prerogativa e, da allora, emanò numerosi provvedimenti nobiliari sia di grazia sia di giustizia, i cosiddetti titoli nobiliari umbertini.
Il gran magistero del Sovrano militare ordine di San Giovanni di Gerusalemme detto di Malta nel marzo 1960 pubblicò un Elenco storico della nobiltà italiana che venne dichiarato essere, da lettera del sottosegretario di Stato alla Presidenza del Consiglio dei ministri pubblicata ad introduzione del volume, sostanzialmente quello che sarebbe stata l'edizione aggiornata dell'"Elenco ufficiale della nobiltà italiana" se l'attuale ordinamento costituzionale ne avesse consentito la pubblicazione d'ufficio. La suddetta pubblicazione venne realizzata dal Sovrano Militare Ordine di Malta a seguito di un'intesa siglata con la Presidenza del Consiglio dei Ministri della Repubblica Italiana nel 1947, con l'assistenza dell'Ufficio Araldico presso quest'ultima.
L'ex aristocrazia nera romana riconosciuta in parte di nuovo con i Patti Lateranensi del 1929 e la riconciliazione tra i Savoia e la Chiesa, mantenne alcuni privilegi intorno alla corte vaticana anche dopo la nascita della Repubblica italiana; tuttavia essi vennero in parte soppressi assieme all'abolizione degli abiti originali e delle vesti di corte usati da Papa Paolo VI nel 1968 con il motu proprio "Pontificalis Domus", con la fine dell'"apparato barocco" del Vaticano. Furono abolite le cariche e denominazioni di: Cardinali Palatini, Prelati di fiocchetto, Principi assistenti al Soglio, Maggiordomo di Sua Santità, Ministro dell'interno, Commendatore di Santo Spirito, Magistrato Romano, Maestro del S. Ospizio, Camerieri d'onore in abito paonazzo, Cappellani Segreti e Cappellani Segreti d'onore, Chierici Segreti, Confessore della Famiglia Pontificia, Accoliti ceroferari, Cappellani comuni pontifici, Maestri Ostiari di «Virga Rubea», Custode dei Sacri Triregni, Mazzieri, Cursori Apostolici, Coppiere, Segretario di Ambasciate e di Guardaroba, di Sottodatario. Inoltre, la "Guardia nobile pontificia" fu ridenominata "Guardia d'onore del Papa" per poi essere definitivamente sciolta da Paolo VI il 14 settembre 1970.
Anche se non avvengono, come per il passato, riconoscimenti nobiliari da parte dello Stato, essi possono ottenersi per la nobiltà generica, in particolare dal gran magistero del Sovrano militare ordine di San Giovanni di Gerusalemme, detto di Malta, che, fedele alle sue secolari tradizioni, continua ad ammettere nelle sue file cavalieri che provino la loro nobiltà, anche se nella categoria di "cavaliere di grazia magistrale" sono ammessi anche i non nobili, che costituiscono ormai la maggioranza dei membri dell'Ordine.
Altri ordini cavallereschi rimasti in Italia che richiedono prove nobiliari per l'ammissione negli stessi sono l'Ordine di Santo Stefano papa e martire e l'Ordine costantiniano di San Giorgio (sia nella branca detta di Napoli sia in quella detta di Spagna); nell'Ordine Costantiniano di San Giorgio esiste però la categoria di "Cavaliere di merito", a cui possono accedere coloro che non sono nobili di nascita, mentre il Gran Maestro può concedere per grazia l'iscrizione nelle classi nobiliari anche in assenza di documentazione idonea.
Carlo Ugo di Borbone-Parma, capo della casa reale dei Borbone di Parma e pretendente ducale di Parma e di Piacenza, dagli anni 1990 riprese a conferire il cavalierato e la commenda dell'Ordine del merito sotto il titolo di San Lodovico, che conferiscono la nobiltà generica, personale o ereditaria. Agli insigniti delle classi Gran Croci e Commendatori il capo del la Real Casa di Borbone-Parma conferisce con decreto uno stemma gentilizio che viene registrato nella cancelleria dell'ordine.
Il Corpo della nobiltà italiana è un'associazione privata costituita a Torino nel 1958 da alcuni studiosi italiani di storia, diritto, araldica e genealogia, che si sono assunti la funzione di accertare e di difendere i diritti storici di coloro che avrebbero avuto diritto a un titolo nobiliare e a uno stemma gentilizio o anche solo a utilizzare uno stemma di cittadinanza secondo l'ordinamento dello stato nobiliare italiano del 1943, nei limiti delle disposizioni legislative vigenti, in assenza della disciolta Consulta araldica. Lo stesso aveva ottenuto il riconoscimento delle proprie funzioni da Umberto II di Savoia e rivendica una continuità ideale con la Consulta araldica.
La più antica istituzione nobiliare italiana, fondata nel 1951, è però l'Unione della nobiltà d'Italia, poi fusa nel Corpo della nobiltà italiana. Un'associazione omonima, che ha sede a Torino, aggiorna sui propri libri i titoli nobiliari degli aventi diritto. Poiché nel novembre 2010 la delegazione sarda dell'Associazione Nazionale Corpo della Nobiltà Italiana usciva per gravi disaccordi in merito ai riconoscimenti nobiliari di quell'ente, un gruppo di gentiluomini della suddetta delegazione nel gennaio 2021 ha dato vita a un nuovo Corpo Nobiliare Italiano (C.N.I.) con sede a Roma.

### Nobiltà degli Stati preunitari italiani
- Nobiltà fiorentina
- Nobiltà milanese
- Nobiltà piemontese (sabauda)
- Nobiltà romana (Stato pontificio)

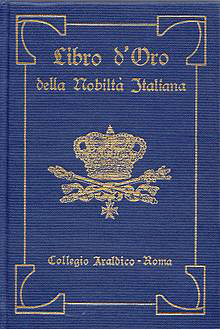
Copertina della pubblicazione "Libro d'oro della nobiltà italiana", edizione 1949

- Nobiltà nera e Sovrano Militare Ordine di Malta (Stato pontificio)
- Nobiltà civica nella Marca pontificia (Stato pontificio)
- Nobiltà del Regno napoleonico d'Italia
- Patriziato (Venezia)
- Patriziato genovese
- Famiglie senatorie bolognesi
- Nobiltà alessandrina
- Nobiltà del Ducato di Parma, Piacenza e Guastalla
- Legata agli Asburgo-Lorena (Granducato di Toscana dopo i Medici, Ducato di Modena, Ducato di Lucca, ecc.)
- Signorie rinascimentali (Gonzaga di Mantova, Malatesta, Estensi di Ferrara, Medici di Firenze, ecc.)
- Nobiltà di Sicilia (alta aristocrazia), Parìa di Sicilia
- Nobiltà di Napoli (alta aristocrazia)
- Nobiltà del Regno di Sicilia Ultra (alta aristocrazia)
- Nobiltà del Regno di Sicilia Citra (alta aristocrazia)
- Nobiltà del Regno delle Due Sicilie (alta aristocrazia